# Université en Nouvelle-Zélande

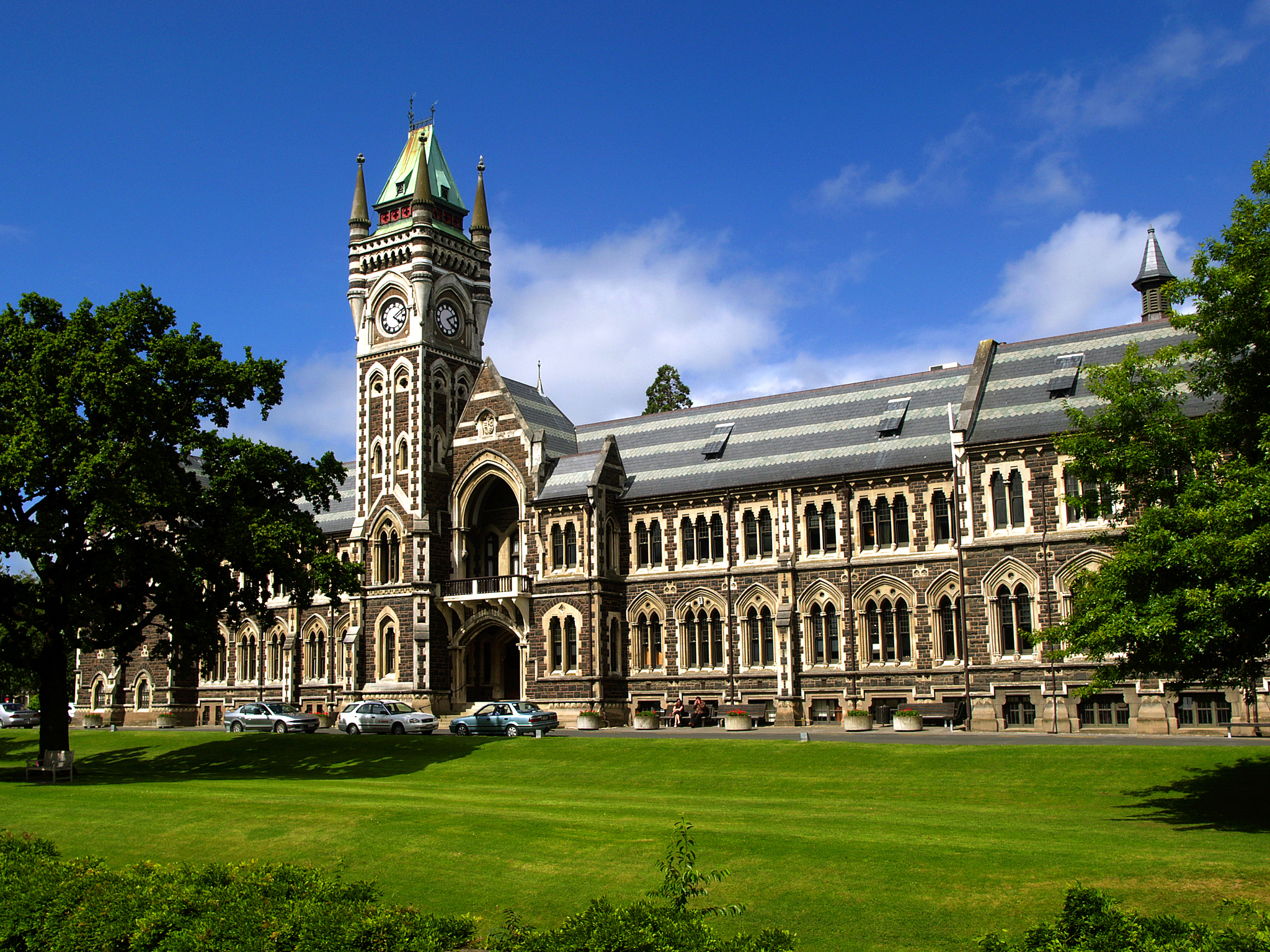
Université d'Otago

La Nouvelle-Zélande compte huit universités. Elles sont issues de l'Université de Nouvelle-Zélande, établissement fédéral qui gérait de 1870 à 1961 ces établissements.

## Liste des universités
- Université d'Auckland
- Université technologique d'Auckland
- Université de Canterbury
- Université Lincoln (en)
- Université Massey
- Université d'Otago
- Université de Waikato
- Université Victoria de Wellington

## Autres établissements supérieurs
Le pays compte aussi d'autres établissements d'enseignement supérieur, limité au 1er ou au 2e cycle universitaire.